# Kunstmuseum Yamato Bunkakan

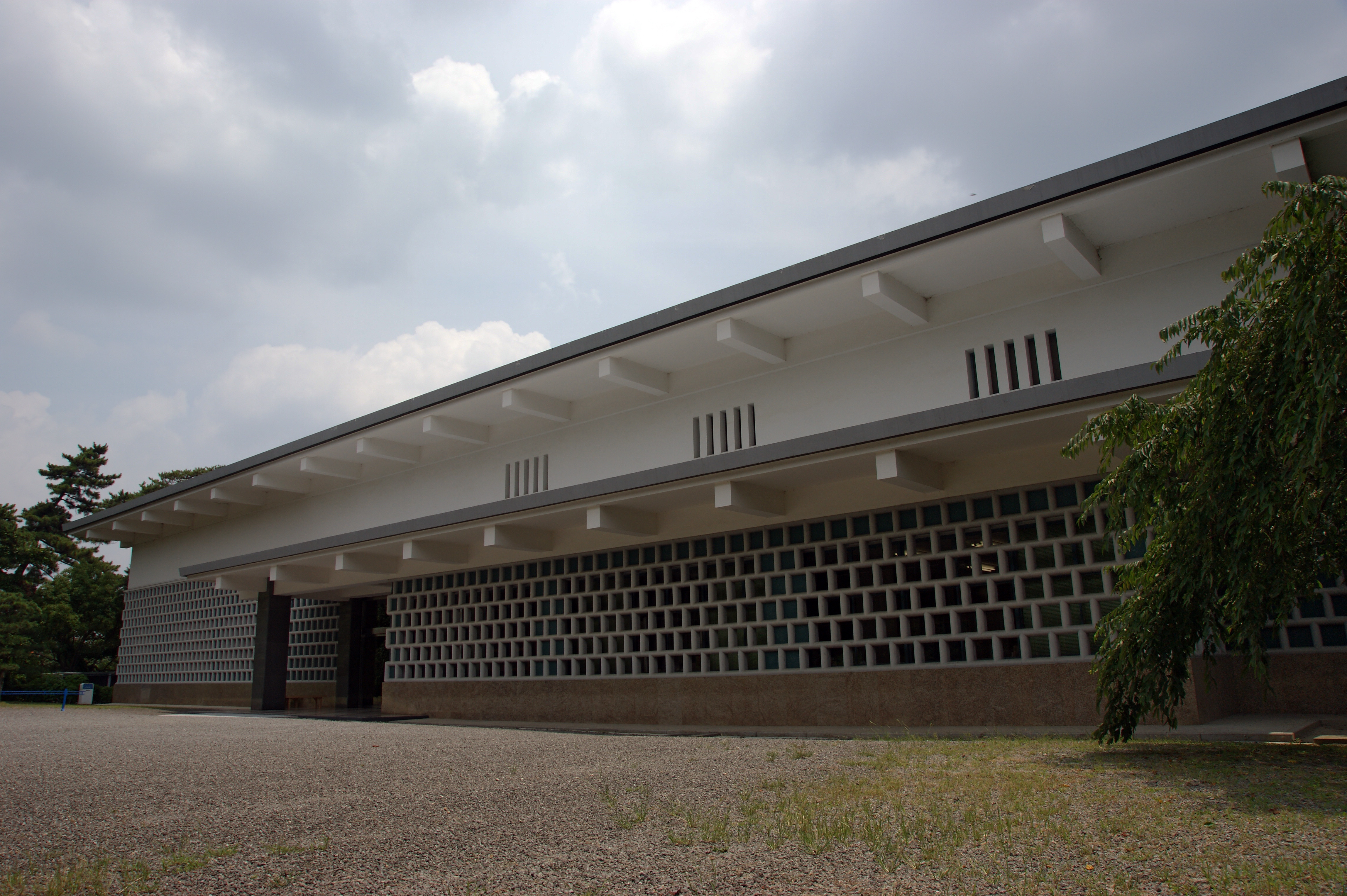
Museum Yamato Bunkakan

Das Kunstmuseum Yamato Bunkakan (japanisch 大和文華館, Yamato Bunkakan) ist ein privates Museum in der Stadt Nara, Japan. Das 1960 eröffnete Museum besitzt eine etwa 2000 Stücke umfassende Sammlung ostasiatischer Kunst.

## Überblick
Taneda Torao (種田 虎雄; 1883–1948), der bis 1947 Präsident der Bahngesellschaft Kintetsu war, beauftragte den Kunsthistoriker Yashiro Yukio (矢代 幸雄; 1890–1975) mit der Einrichtung des Kunstmuseums als eines der Gedenkprojekte zum 50. Jahrestag der Gründung von Kintetsu. Als Architekt wurde Yoshida Isoya gewählt. Die Sammlung konzentriert sich auf japanische, chinesische und koreanische Kunst, darunter Gemälde, Kalligraphie, Skulpturen und Kunsthandwerk von der Antike bis zur frühen Neuzeit. Das Museum besitzt 4 Nationalschätze Japans, darunter das „Nezame Monogatari“ (寝覚物語絵巻), eine Bildrolle aus dem 12. Jahrhundert, und 29 Wichtige Kulturgüter.
Das Museum zeichnet sich auch durch seine Betonung des internationalen kulturellen Austauschs aus und ist international dafür bekannt, japanische Kunst im Ausland vorzustellen und ausländische Besucher zu betreuen.

## Beispiel aus der Sammlung

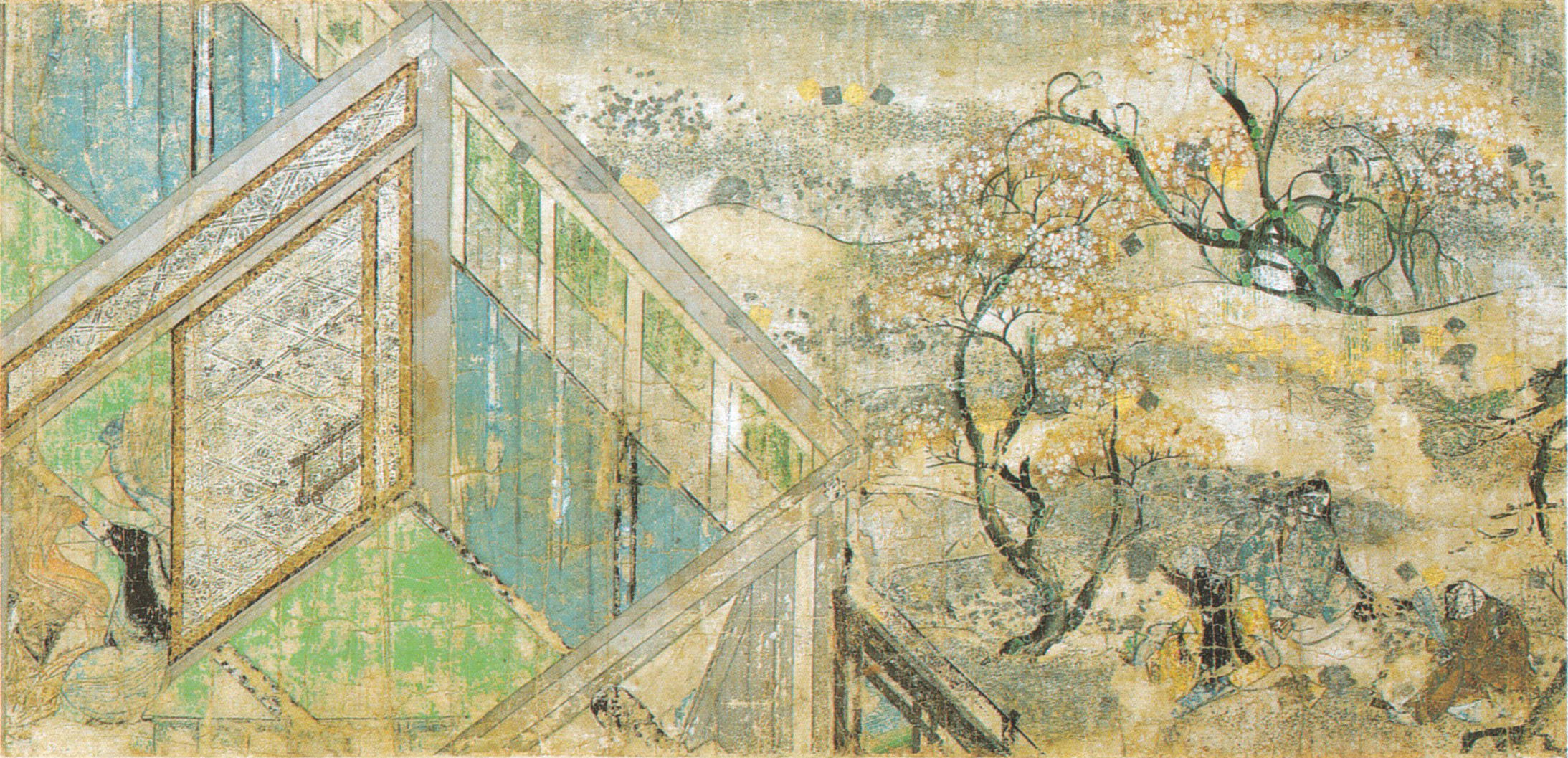
Aus dem Nezame Monogatari
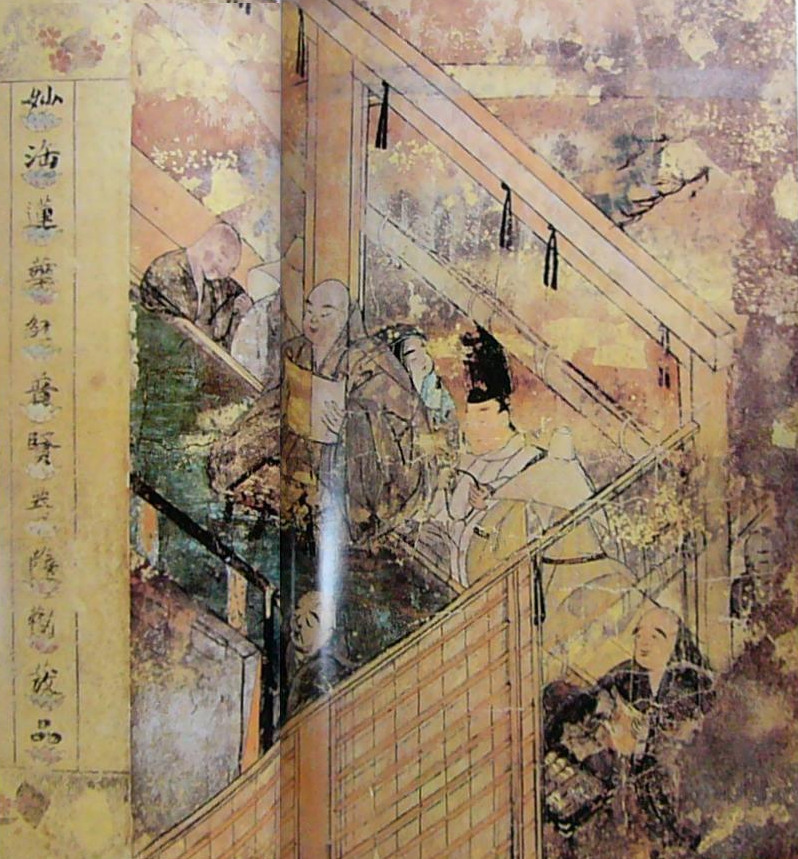
Lotos-Sutra, Beginn
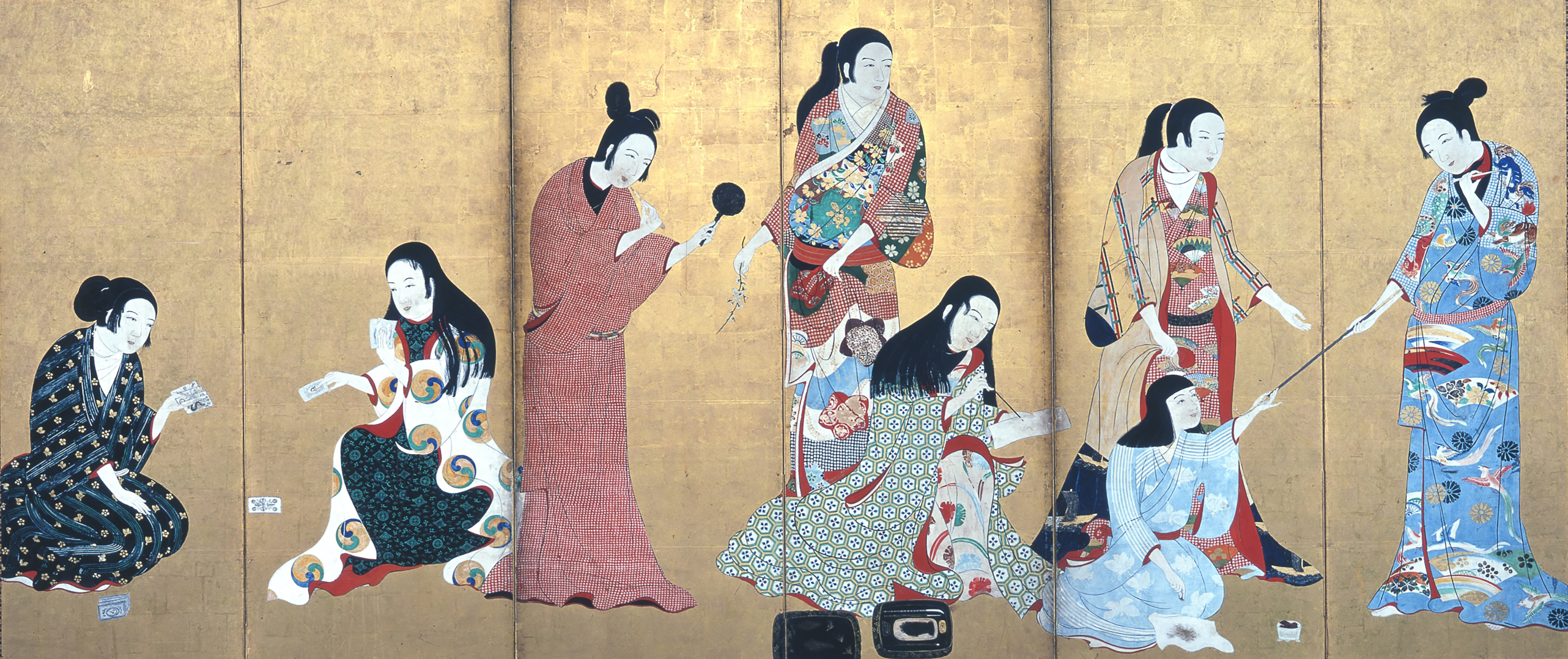
Matsuura-Stellschirm, links (Iwasa Matabei)
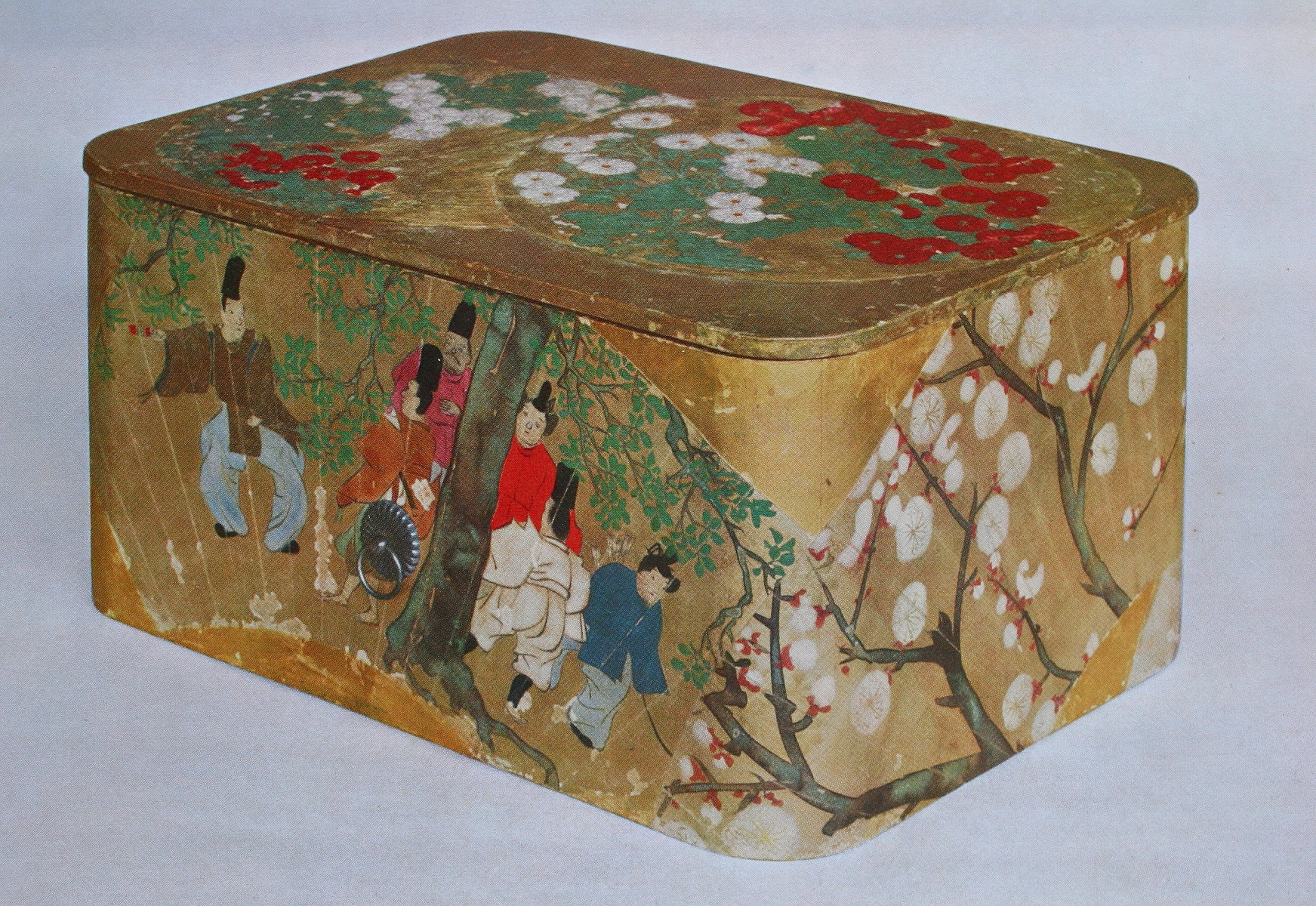
Schachtel (Ogata Kōrin)